# Tadeusz Łomnicki
Tadeusz Łomnicki (* 28. Juli 1927 in Podhajce in der Nähe von Lemberg; † 22. Februar 1992 in Posen) war ein polnischer Schauspieler.

## Leben

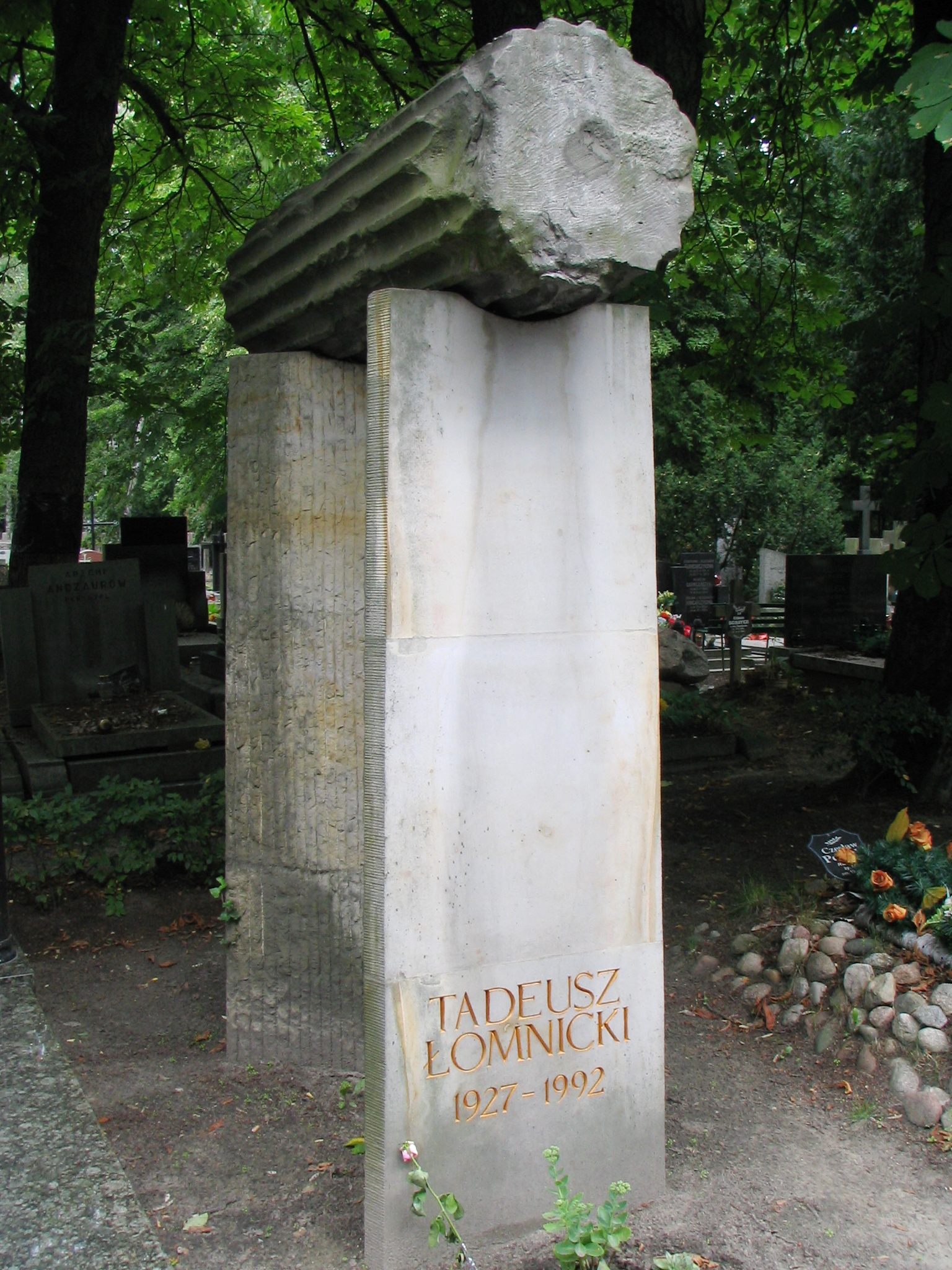
Grab von Tadeusz Łomnicki auf dem Powązki-Friedhof in Warschau

Tadeusz Łomnicki begann seine Schauspielausbildung 1945 an der Schauspielschule des Teatr Stary in Krakau. Der hochbegabte Schauspieler durfte bereits im selben Jahr die Schauspielerprüfung ablegen und trat 1946 sein erstes Engagement in Katowice an. Ein Jahr später kam er zurück nach Krakau und spielte dort an beiden großen Theatern, ehe er 1949 von Erwin Axer am Teatr Współczesny in Warschau engagiert wurde. Er gehörte bis 1974 zum Ensemble dieses Theaters. Nebenbei begann er in den 1950er Jahren ein Regiestudium an der Staatlichen Schauspielschule PWST in Warschau, deren Rektor er später von 1970 bis 1981 war. Sein Diplom als Regisseur legte er 1954 ab. Neben seiner Arbeit am Theater Axers spielte er ab 1950 in zahlreichen Filmen und als Gast am Polnischen Nationaltheater in Warschau.
Als vom sozialistischen Regime hochgeschätzter Schauspieler, der noch dazu Parteimitglied war, bekam er 1976 die Möglichkeit ein neues, eigenes Theater aufzubauen. So entstand das Teatr na Woli in Warschau, das er bis 1981 leitete. Zwei Tage nach der Ausrufung des Kriegsrechtes im Dezember 1981 durch General Wojciech Jaruzelski gab er sein Parteibuch zurück. Er stand danach nur noch in kurzen Engagements am Teatr Polski und Studio-Theater in Warschau, arbeitete jedoch ab den 1980er Jahren vor allem als freier Schauspieler an unterschiedlichen Theatern und spielte in Filmen.
Łomnicki galt als der wichtigste und angesehenste Schauspieler im polnischen Theater und Film, dem ab den 1950er Jahren die höchsten polnischen Ehrungen zuteilwurden. Zahlreiche Filmrollen, die er übernahm, gehörten zu den Klassikern des polnischen Kinos. Seine herausragende Filmrolle war die Titelrolle in der Henryk-Sienkiewicz-Verfilmung des dritten Teils der Trilogie Pan Wolodyjowski. Er starb 1992 während der Proben zu König Lear am Teatr Nowy in Posen. Er trat mit einem Lear-Monolog von der Bühne ab und starb in seiner Garderobe an einem Herzinfarkt.

## Wichtige Rollen im Theater
- 1947: Puck in Ein Sommernachtstraum von William Shakespeare in Katowice
- 1956: Titelrolle in Kordian von Juliusz Słowacki am Nationaltheater Warschau – Regie: Erwin Axer
- 1957: Orestes in Die Fliegen von Jean-Paul Sartre am Nationaltheater Warschau – Regie: Erwin Axer
- 1961: Arturo Ui in Der aufhaltsame Aufstieg des Arturo Ui von Bertolt Brecht am Teatr Współczesny Warschau – Regie: Erwin Axer
- 1970: Edgar in Play Strindberg von Friedrich Dürrenmatt am Teatr Współczesny – Regie: Andrzej Wajda
- 1974: Titelrolle in Lear von Edward Bond am Teatr Współczesny – Regie: Erwin Axer
- 1974: Der Gastgeber in Die Hochzeitsfeier von Stanisław Wyspiański am Nationaltheater Warschau – Regie: Adam Hanuszkiewicz
- 1976: König Peter in Leonce und Lena von Georg Büchner am Teatr na Woli Warschau – Regie: Krzysztof Zaleski
- 1978: Titelrolle in Leben des Galilei von Bertolt Brecht am Teatr na Woli – Regie: Rene Ludwik
- 1981: Antonio Salieri in Amadeus von Peter Shaffer am Teatr na Woli – Regie: Roman Polański
- 1983: Papkin in Zemsta von Aleksander Fredro am Teatr Polski in Warschau – Regie: Kazimierz Dejmek
- 1985: Krapp in Das letzte Band von Samuel Beckett am Teatr Studio Warschau – Regie: Antoni Libera
- 1988: Feuerbach in Ich, Feuerbach von Tankred Dorst am Dramatischen Theater Warschau in eigener Regie
- 1990: Bruscon in Der Theatermacher von Thomas Bernhard am Teatr Współczesny – Regie: Erwin Axer

## Filmografie (Auswahl)

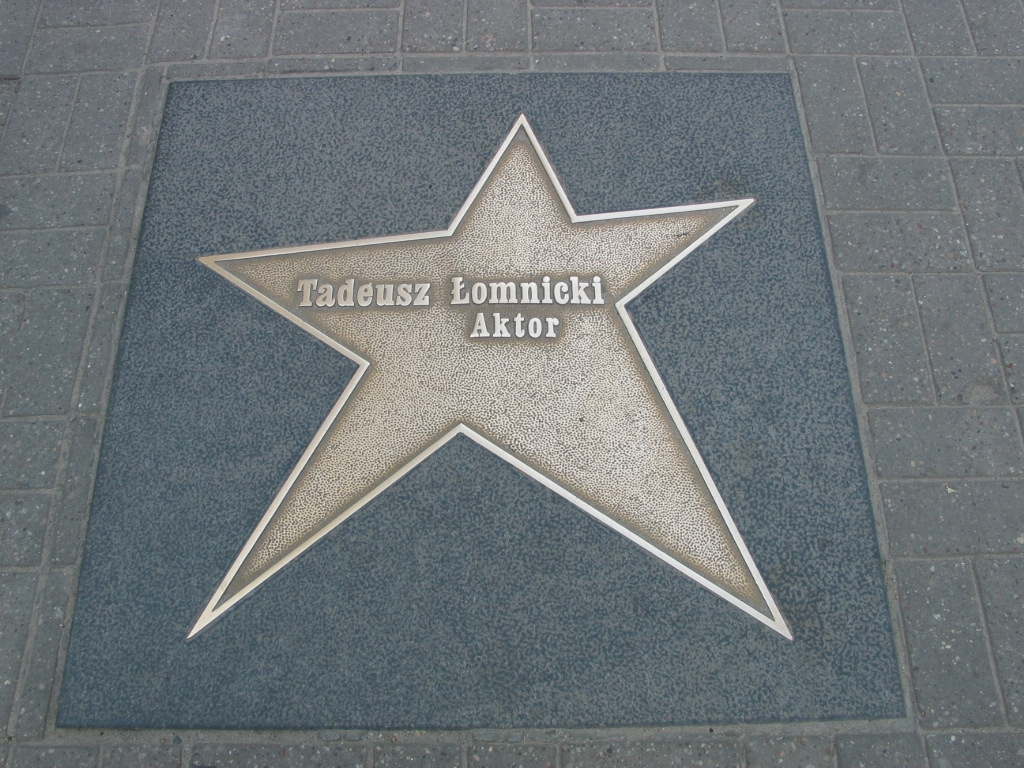
Łomnickis Stern auf dem Walk of Fame in Łódź

- 1954: Die Fünf aus der Barskastraße (Piątka z ulicy Barskiej) – Regie: Aleksander Ford
- 1955: Eine Generation (Pokolenie) – Regie: Andrzej Wajda
- 1958: Eroica (Eroica – Symfonia bohaterska w dwóch częściach) – Regie: Andrzej Munk
- 1958: Der achte Wochentag (Ósmy dzień tygodnia) – Regie: Aleksander Ford
- 1960: Die unschuldigen Zauberer (Niewinni czarodzieje) – Regie: Andrzej Wajda
- 1964: Der erste Tag der Freiheit (Pierwszy dzień wolności) – Regie: Aleksander Ford
- 1966: Angeklagt nach § 218 (Der Arzt stellt fest…) – Regie: Aleksander Ford
- 1967: Hände hoch!
- 1969: Pan Wołodyjowski – Regie: Jerzy Hoffman
- 1974: Sintflut (Potop) – Regie: Jerzy Hoffman
- 1977: Der Mann aus Marmor (Człowiek z marmuru) – Regie: Andrzej Wajda
- 1980: Die Braut sagt nein (Kontrakt) (TV-Film) – Regie: Krzysztof Zanussi
- 1981/87: Der Zufall möglicherweise (Przypadek) – Regie: Krzysztof Kieślowski
- 1986: Chronik von Liebesunfällen (Kronika wypadków milosnych) – Regie: Andrzej Wajda
- 1988: Dekalog, Acht (Dekalog, osiem) – Regie: Krzysztof Kieślowski
- 1991: Ferdydurke – Regie: Jerzy Skolimowski